# 展開雙翼／愛在黑暗中
《展开双翼／爱在黑暗中》（日语：/），是日本摇滚樂團ZARD的第44張單曲，2008年4月9日發行。CD编号为，初回限定盘JBCJ-6011，通常盘JBCJ-6012。

## 概要
- 此曲为2006年3月发售的《最悲伤莫过于喜欢你/爽快前行！》以后，相隔2年第四次的双A面单曲。在初回限定盘中附加了收录在追悼Live《What a beautiful memory》中使用的《肯定无法忘怀》的Live视频的DVD。
- CD封面中使用了录音中的坂井泉水的照相机视角的照片。而且主题曲是既《潇洒爽朗你的心情》之后时隔6年大野愛果没有参加作曲，也是织田哲郎既《连呼吸也不能》之后时隔10年再次参加作曲。同时，主题曲的编曲是明石昌夫既《明明离你那么的近》之后时隔14年再次参加。并且两首歌曲分别为日本电视台电视动画《名侦探柯南》的片头曲和剧场版主题曲，据此ZARD为《名侦探柯南》演唱的歌曲通算达到9回。在剧场版中编入了作为“《名侦探柯南》和ZARD一起走过的轨迹”的特集。
- 周间公信榜排位达到3位。据此单曲进入TOP10的数量达到42枚，排位与南方之星和SMAP并列首位。

## 收录歌曲

### CD
1. 展開雙翼 (翼を広げて)
作詞：坂井泉水
作曲：織田哲郎
編曲：明石昌夫
  - 全国東宝特约播映《名侦探柯南 战栗的乐谱》主题曲。

此曲为1993年发售的DEEN的单曲《展开双翼（日语：翼を広げて）》的自翻唱曲。此曲虽然在十多年以前就已经录制了，但是由于与专辑概念有差异并且和收录曲平衡的关系而被收录，为CD收录的歌曲。和DEEN版的差别在于没有一切和声的使用。此曲为动画剧场版《名侦探柯南 战栗的乐谱》的主题曲。
2. 愛在黑暗中featuring Aya Kamiki, Siyon Morishita （All Instrument）, Naoki Ko-jin （Chorus） (愛は暗闇の中でfeaturing Aya Kamiki, Siyon Morishita （All Instrument）, Naoki Ko-jin （Chorus）)
作詞：坂井泉水
作曲：栗林誠一郎
編曲：森下志音 （SCHON）
  - 日本电视台动画《名侦探柯南》片头曲。

第一张单曲《Good-bye My Loneliness》的附属曲， BLIZARD的《Empty Days》（专辑《SHOW ME THE WAY》的收录曲）的翻唱曲。此曲发售后经过17年，在2008年作为电视动画《名侦探柯南》的主题歌，并被单曲化。编曲人变更为森下志音。而且生前，根据坂井泉水加入了4行歌词的同时，热切希望坂井泉水能够重新演唱次，但是因为坂井泉水的逝世，演唱此曲的愿望并没有实现，而这部分由敬仰ZARD的上木彩矢来演唱。而且，在上木彩矢自身的专辑《Are you happy now?》中，作为Premium Track翻唱。
3. 展開雙翼 （Instrumental）
作曲：織田哲郎
編曲：明石昌夫
4. 愛在黑暗中 （Instrumental）
作曲：栗林誠一郎
編曲：森下志音 （SCHON）

### DVD
1. 肯定无法忘怀 （追悼LIVE《What a beautiful memory》 2007.9.14 日本武道館）
  - 初回限定盘付属

## 收录专辑
- THE BEST OF DETECTIVE CONAN 3 〜名探偵コナン テーマ曲集3〜（#1,2）
- ZARD Single Collection 〜20TH ANNIVERSARY〜（#1,2）

| 先前 ZARD 《Glorious Mind》 | 动画《名侦探柯南》片头曲 2008年1月14日－2008年5月19日 ZARD 《爱在黑暗中》 | 其後 倉木麻衣 《每一秒都Love for you》 |

| 先前 愛内里菜&三枝夕夏 《宛如横渡七海的风》 | 剧场版 名侦探柯南 主题歌 2008年 名侦探柯南 战栗的乐谱 ZARD 《展开双翼》 | 其後 倉木麻衣 《PUZZLE》 |